# Брайтунген (Южный Гарц)
Брайтунген (нем. Breitungen) — община в Германии, в земле Саксония-Анхальт.
Входит в состав района Зангерхаузен. Подчиняется управлению Росла-Зюдхарц. Население составляет 496 человек (на 31 декабря 2006 года). Занимает площадь 11,52 км².